# Karl Emil Ståhlberg
Karl Emil Ståhlberg (ur. 30 listopada 1862 w Kuhmoniemi, zm. 27 czerwca 1919 w Helsinkach) – fiński inżynier, fotograf i pionier kinematografii. Był założycielem i dyrektorem firmy fotograficznej i wytwórni filmowej Atelier Apollo w Helsinkach.
Był dwukrotnie żonaty: jego pierwszą żoną była Aurora Lindgren, która zmarła w czasie połogu w 1896. Mieli czworo dzieci; syn zmarł przy porodzie, natomiast jedna z córek, Ragni, była dentystką. Z drugą żoną, Sonją Gerasimow, miał siedmioro dzieci.